# Димитър Сливенски
Димитър Сливенски е български новомъченик.

## Житие
Роден е на 9 октомври 1818 година в Сливен в бедно семейство. Като младеж остава сирак и слугува в различни домове. През 1839 година прислужва на банкет по повод пристигналия в града нов кадия, по време на който на шега се съгласява да приеме исляма, но скоро осъзнава грешката си и бяга от Сливен. След престой в Разград отива в Русе, където се среща с местния епископ, след което решава да се върне в Сливен, за да стане мъченик. Стигайки в Жеравна, той се предава на властите, отведен е в Сливен и е обвинен във вероотстъпничество, тежко престъпление в ислямското право. Прекарва около година в затвора, подлаган на мъчения и опити да бъде убеден да приеме исляма. В края на 1840 година е осъден на смърт, а в началото на следващата година присъдата е потвърдена от правителството в Цариград.
Димитър Сливенски е екзекутиран публично чрез обезглавяване на 30 януари 1841 година в Сливен. Обявен е за светец и Православната църква отбелязва паметта му на 30 януари.